# Gornja Držina
Gornja Držina (cyr. Горња Држина) – wieś w Serbii, w okręgu pirockim, w mieście Pirot. W 2011 roku liczyła 29 mieszkańców.